# Tetrastichus agrilocidus
Tetrastichus agrilocidus är en stekelart som beskrevs av Graham 1991. Tetrastichus agrilocidus ingår i släktet Tetrastichus och familjen finglanssteklar.
Artens utbredningsområde är:
- Tjeckien.
- Ungern.
- Nederländerna.
- Polen.
- Sverige.

Arten är reproducerande i Sverige. Inga underarter finns listade i Catalogue of Life.